# Kazuo Araya
Kazuo Araya (jap. 荒谷　一夫, Araya Kazuo auch Aratani Kazuo; * 2. Januar 1949 in der Präfektur Hokkaidō) ist ein ehemaliger japanischer Nordischer Kombinierer. Er nahm an den Olympischen Winterspielen 1972 teil und gewann auf nationaler Ebene zwei Meistertitel.

## Werdegang
Araya, der als Angestellter der Hokkaidō Takushoku Bank für jene startete, wurde 1969 in Otaru Dritter bei den japanischen Meisterschaften in der Nordischen Kombination. Seinen ersten nachgewiesenen internationalen Auftritt hatte er bei den Nordischen Skiweltmeisterschaften 1970 in Štrbské Pleso. Mit einer durchschnittlichen Sprungleistung lag Araya bereits nach dem Springen deutlich hinter der Spitze und nachdem er im Skilanglauf weitere Plätze verlor, belegte er letztlich den 35. Rang. Auch bei den Lahti Ski Games 1970 gab es keine große Diskrepanz zwischen Sprung- und Laufleistung, sodass er vom achtzehnten Platz nach dem Springen nur einen Platz einbüßte und somit Rang 19 im Kombinationswettkampf erreichte. Im Skisprungwettbewerb belegte er hingegen den 82. und somit letzten Platz.
Waren seine Leistungen zu Beginn seiner Karriere in den beiden Disziplinen noch recht ausgeglichen, so entwickelte sich der Skisprung zu seiner Stärke, wohingegen ihm seine Laufform häufig vordere Platzierungen verwehrte. Bei den Olympischen Winterspielen 1972 im heimischen Sapporo lag Araya nach dem Kombinationsspringen auf dem fünften Rang, ehe er auf der Loipe um zehn Plätze zurückfiel und letztlich Fünfzehnter wurde. Wenige Wochen später nahm er als Absolvent der Waseda-Universität an der Winter-Universiade in Lake Placid teil, wo er nach dem Sprunglauf auf dem dritten Platz lag, letztlich jedoch die Medaillenränge verpasste. Darüber hinaus belegte er den siebten Platz im Spezialsprunglauf.
Im Frühjahr 1974 gewann Araya in Abwesenheit des stärksten Japaners Yūji Katsuro seinen ersten Meistertitel. Der Wettbewerb diente gleichzeitig als Qualifikationsturnier für die wenige Wochen später stattfindenden Nordischen Skiweltmeisterschaften 1974 in Falun. Dort rangierte er nach dem Springen noch auf dem neunten Platz, fiel aber mit einer der schwächsten Laufleistungen des Teilnehmerfeldes auf den 30. Rang zurück. Bei den Puijo-Skispielen in Kuopio belegte Araya im März 1975 den dritten Rang hinter den Finnen Rauno Miettinen und Erkki Kilpinen. Im Spezialspringen wurde er zudem Zwölfter. In der Folge trat er bei internationalen Rennen nicht mehr in Erscheinung. Auf nationaler Ebene gewann Araya im Jahr 1976 seinen zweiten japanischen Meistertitel und zugleich seine letzte nationale Medaille.

## Statistik

### Teilnahmen an Olympischen Winterspielen
| Jahr und Ort | Einzel NK |
| ------------ | --------- |
| 1972 Sapporo | 15.       |

### Teilnahmen an Nordischen Skiweltmeisterschaften
| Jahr und Ort       | Einzel NK |
| ------------------ | --------- |
| 1970 Štrbské Pleso | 35.       |
| 1974 Falun         | 30.       |